# Asakura Yoshikage
Asakura Yoshikage (朝倉 義景?, Asakura Yoshikage; 12 ottobre 1533 – 16 settembre 1573) è stato un daimyō giapponese del periodo Sengoku, capo del clan Asakura.

## Biografia
Yoshikage era il figlio maggiore ed erede di Asakura Takakage.
Succedette al padre nel 1546 e sconfisse gli Ikkō-ikki di Kaga in due occasioni (1555, 1564) e prestò appoggio nominale al clan Saitō durante la loro guerra contro Oda Nobunaga (1561-67). La sua abilità diplomatica portò a un relativo periodo di tranquillità per il clan se comparato al resto del Giappone.Protesse Ashikaga Yoshiaki dopo che quest'ultimo era fuggito dalla zona di Kyoto nel 1565. Yoshikage non fu tuttavia in grado di fornire a Yoshiaki l'assistenza di cui aveva bisogno per reclamare il titolo di shōgun.
Yoshikage si trasferì nella vicina Wakasa e assorbì parte di quella provincia durante il tardo 1560 a spese del clan Takeda-Wakasa. Le fortune del clan iniziarono a cambiare quando rifiutò una "richiesta" da parte di Nobunaga di andare a Kyoto nel 1570, e di conseguenza si trovò in guerra con gli Oda. Si dice che Yoshikage fosse risentito per la presunzione di Nobunaga, dato che entrambi i due clan precedentemente servissero il clan Shiba. Il dominio degli Asakura fu rapidamente invaso ma Nobunaga fu costretto a ritirarsi quando Yoshikage fu raggiunto dal suo alleato Azai Nagamasa. Yoshikage inviò il suo esercito per assistere gli Azai in diverse occasioni, tra cui la battaglia di Anegawa (nella quale sembra non fosse presente) e lo stallo sul monte Hiei nel 1570.
Lasciò che i suoi parenti Asakura Kageakira e Kagetaka comandassero il suo esercito dopo la morte di Asakura Norikage nel 1555, poiché era di debole costituzione e non adatto alle campagne militari.
Nel 1573 Nobunaga minacciò di nuovo il castello degli Azai, Odani. Yoshikage inviò il suo esercito ma prima ancora di raggiungere Odani gli Azai vennero sconfitti. Nobunaga lo inseguì nella provincia di Echizen e lo sconfisse nell'assedio di Ichijōdani e Yoshikage fuggì. 
Fu tradito da Asakura Kageakira e commise seppuku al Rokubō Kenshōji. Aveva 39 anni. 
Con la sua morte l'indipendenza e la forza del clan cessò e i servitori rimanenti si unirono al clan Oda.